# Velocità di rotazione planetaria
La velocità di rotazione planetaria è la velocità che un pianeta ha nel compiere una rotazione completa intorno al proprio asse, ed è definita come il rapporto tra la circonferenza del pianeta ad una determinata latitudine ed il periodo di rotazione del pianeta stesso. Essa varia al variare della latitudine, ed è massima all'equatore e nulla ai poli.

## Definizione

### Velocità di rotazione all'equatore
Come già detto sopra, essa è determinata dal rapporto tra la circonferenza equatoriale ed il periodo di rotazione, quindi la velocità di rotazione all'equatore è:
{\displaystyle \mathbf {v_{r(eq)}} ={\frac {2{\pi }R}{T}}={\frac {{\pi }D}{T}}}
Dove {\displaystyle \mathbf {v_{r(eq)}} } è la velocità di rotazione all'equatore, R è il raggio equatoriale, mentre D è il diametro equatoriale, cioè 2R e T è il periodo di rotazione.

### Velocità di rotazione ad una determinata latitudine
In questo caso la velocità di rotazione è il rapporto tra la lunghezza della circonferenza ad una determinata latitudine ed il periodo di rotazione del pianeta stesso. Per determinare la lunghezza della circonferenza, bisogna anzitutto determinare il raggio relativo ad essa, e sapendo che il rapporto tra il raggio della circonferenza e quello equatoriale è uguale al coseno dell'angolo della latitudine, il raggio della circonferenza è uguale al prodotto tra il coseno dell'angolo della latitudine ed il raggio equatoriale, quindi la velocità di rotazione è:
{\displaystyle \mathbf {v_{r}} ={\frac {2{\pi }R}{T}}cos\alpha ={\frac {{\pi }D}{T}}cos\alpha =\mathbf {v_{r(eq)}} cos\alpha }
Dove {\displaystyle \mathbf {v_{r}} } è la velocità di rotazione e α è l'angolo della latitudine.

### Velocità di rotazione sulla Terra
Sostituendo le lettere con i valori terrestri, si ha la seguente formula per il calcolo della velocità di rotazione ad una determinata latitudine sulla Terra:
{\displaystyle \mathbf {v_{r(T)}} (m/s)=148,05{\pi }cos\alpha }

## Frequenza di rotazione e velocità di rotazione angolare
La frequenza di rotazione e la velocità di rotazione angolare sono due grandezze che, a differenza della velocità di rotazione, sono costanti a qualsiasi latitudine di un pianeta, cioè in qualsiasi punto su di esso, e si esprimono nel SI rispettivamente in Hertz e in radianti al secondo.

### Frequenza di rotazione
La frequenza di rotazione rappresenta il numero di giri che un pianeta compie intorno al suo asse nell'unità di tempo, ed è espressa come il reciproco del periodo di rotazione.
{\displaystyle f={\frac {1}{T}}={\frac {\mathbf {v_{r}} }{2{\pi }R\cos \alpha }}={\frac {\mathbf {v_{r}} }{{\pi }D\cos \alpha }}={\frac {\mathbf {v_{r(eq)}} }{2{\pi }R}}={\frac {\mathbf {v_{r(eq)}} }{{\pi }D}}}

### Velocità di rotazione angolare
La velocità di rotazione angolare rappresenta il numero di radianti che un pianeta percorre ruotando intorno al suo asse nell'unità di tempo, ed è espressa come il rapporto tra l'angolo giro espresso in radianti (2π) ed il periodo di rotazione.
{\displaystyle \omega ={\frac {2{\pi }}{T}}=2{\pi }f={\frac {\mathbf {v_{r}} }{R\cos \alpha }}={\frac {2\mathbf {v_{r}} }{D\cos \alpha }}={\frac {\mathbf {v_{r(eq)}} }{R}}={\frac {2\mathbf {v_{r(eq)}} }{D}}}
Esprimendo la frequenza in funzione della velocità di rotazione angolare:
{\displaystyle f={\frac {\omega }{2\pi }}}
Da quest'ultima formula si può dedurre che la frequenza e la velocità angolare esprimono la stessa grandezza, ma in unità di misura differenti, ed il loro fattore di conversione è 2π.